# حوصلة مجرة

مسييه 81 إحدى المجرات الحلزونية وترى الحوصلة المضيئة في وسطها.

في علم الفلك، يعتبر الانتفاخ المجري (بالإنجليزية: Galactic bulge)‏ -أو ببساطة الانتفاخ- مجموعةً متراصةً بإحكام من النجوم الموجودة ضمن تشكل نجمي أكبر. يشير هذا المصطلح غالبًا إلى المجموعة المركزية من النجوم الموجودة في أغلب المجرات الحلزونية. اعتقد العلماء قديمًا أن الانتفاخات عبارة عن مجرات إهليلجية (قطع ناقص) محاطة بقرص من النجوم، ولكن كشفت الصور عالية الدقة، والملتقطة باستخدام مرصد هابل الفضائي، وجود العديد من الانتفاخات في قلب المجرات الحلزونية. ويُعتقَد الآن بوجود نوعين على الأقل من هذه الانتفاخات: انتفاخات مشابهة للمجرات الإهليلجية، وانتفاخات مشابهة للمجرات الحلزونية.

## الانتفاخات الكلاسيكية
غالبًا ما تُعرف الانتفاخات التي تحظى بخصائص مشابهة للمجرات الإهليلجية باسم «الانتفاخات الكلاسيكية» بسبب تشابهها مع النظرة التاريخية لطبيعة هذه الانتفاخات. تتكون هذه الانتفاخات بشكل رئيسي من نجوم الجمهرة الثانية الأقدم عمرًا، وبالتالي تتميز باللون الأحمر (أنظر تطور النجوم). توجد هذه النجوم أيضًا في مدارات عشوائية مقارنةً بمستوى المجرة، ما يعطي للانتفاخ مظهره الكروي المميز. وبسبب قلة الغبار والغازات لاتميل الانتفاخات غالبًا إلى تكوين النجوم. يمكن وصف توزيع الضوء باستخدام قانون سيرسيك.
يعتقد العلماء أن الانتفاخات الكلاسيكية ناتجة عن اصطدامات مع تكوينات أصغر. تُمزق القوى الثقالية العنيفة -بالإضافة إلى عزم الدوران- المسارات المدارية للنجوم، ما يؤدي إلى مدارات عشوائية منتفخة. وإذا كانت أي من المجرات الرئيسية غنيةً بالغازات، يمكن أن تسبب قوى المد أيضًا تدفقات إلى نواة المجرة المندمجة حديثًا معها. ومن المرجح أن تتحول السحب الغازية -عقب الاندماج الكبير بين المجرات- إلى نجوم، بسبب الموجات الصادمة (أنظر تكون النجوم). اقترحت إحدى الدراسات عدم وجود الانتفاخات الكلاسيكية في 80% من المجرات الموجودة في الجوار، ما يشير إلى عدم تعرضهم مطلقًا إلى حدث الاندماج الكبير. ظلت نسبة المجرات عديمة الانتفاخات المجرية ثابتةً في الكون خلال ثمانية مليارات عام السابقة على الأقل. وعلى النقيض تمتلك ثلثا المجرات الموجودة في العناقيد المجرية الكثيفة (مثل عنقود العذراء المجري) انتفاخات كلاسيكيةً، ما يشير إلى الآثار المُمزِقة للمدارات الناتجة عن ازدحام المجرات هناك.

## الكتلة المركزية المضغوطة
يعتقد العلماء أن أغلب الانتفاخات، والانتفاخات الزائفة، تحتوي على كتلة مركزية مضغوطة نسبيًا، والتي يُفترض بشكل تقليدي أنها ثقب أسود فائق الكتلة. لايمكن رصد هذه الثقوب السوداء بشكل مباشر (إذ لايمكن للضوء الهروب منها)، ولكن هناك العديد من الأدلة المتنوعة التي تقترح وجودها في انتفاخات المجرات الحلزونية والمجرات الإهليلجية. وترتبط كتل هذه الثقوب السوداء بخصائص الانتفاخات المجرية بشكل كبير. تربط علاقة إم-سيغما كتلة الثقب الأسود مع تشتت سرعة نجوم الانتفاخ المجري، بينما تختص علاقات أخرى بإجمالي الكتلة النجمية أو الضياء الخاص بالانتفاخ، وتركيز النجوم في مركز الانتفاخ، ومدى ثراء نظام العنقود المغلق الذي يدور حول مركز المجرة في أطرافها البعيدة، وزاوية استدارة الأذرع الحلزونية.
وحتى وقت قريب كان يُعتقد أنه لايمكن أن يوجد الثقب الأسود فائق الكتلة دون انتفاخ يحيط به. ولكن رُصدت الآن مجرات تضم ثقوبًا سوداء دون انتفاخات مجرية. ونستنتج من ذلك أن بيئة الانتفاخات المجرية ليست ضروريةً تمامًا لنشأة ونمو الثقوب السوداء فائقة الكتلة.

## اقرأ أيضًا
| - مسح فلكي فيستا - مسييه 83 - درب التبانة - احداثيات المجرة - ذراع الجبار - ذراع قنطورس - ذراع حامل رأس الغول - ذراع الدجاجة المجري - علم الفلك للأشعة السينية - كويكبات - كوكب خارج المجموعة الشمسية | - منطقة هيدروجين II - سديم السرطان - مجرة - قزم أبيض - عملاق أحمر - الانفجار العظيم - خط زمني للانفجار العظيم - نجم نيوتروني - ثقب أسود - مجرة حلزونية قزمة |  |